# Inferiolabiata
Inferiolabiata is een geslacht van neteldieren uit de familie van de Stylasteridae.

## Soorten
- Inferiolabiata africana Cairns & Zibrowius, 2013
- Inferiolabiata cervicornis (Broch, 1942)
- Inferiolabiata cestospinula Cairns, 2015
- Inferiolabiata labiata (Moseley, 1879)
- Inferiolabiata limatula Cairns, 2015
- Inferiolabiata lowei (Cairns, 1983)
- Inferiolabiata rhabdion Cairns, 2015
- Inferiolabiata spinosa Cairns, 1991